# Isingheim
Isingheim ist ein Ortsteil der Gemeinde Eslohe (Sauerland) im nordrhein-westfälischen Hochsauerlandkreis.
Die Ortschaft liegt an der Bundesstraße 55 rund 6 km südlich von Eslohe im Naturpark Sauerland-Rothaargebirge. Nachbarortschaften sind Cobbenrode, Bremscheid, Lüdingheim, Bockheim, Kückelheim und Niedermarpe. Durch Isingheim fließt der Esselbach.
Ein Anhaltspunkt über die frühere Größe des Ortes ergibt sich aus einem Schatzungsregister (diente der Erhebung von Steuern) für das Jahr 1543. Demnach gab es in Isinckheimb 6 Schatzungspflichtige; die Zahl dürfte mit den damals vorhandenen Höfen bzw. Häusern übereingestimmt haben.
Zu den Sehenswürdigkeiten des Ortes gehören die denkmalgeschützte St.-Antonius-Kapelle aus dem Jahr 1762 und die denkmalgeschützte Knochenmühle aus dem 19. Jahrhundert.